# Batueta voluta
Batueta voluta là một loài nhện trong họ Linyphiidae.
Loài này thuộc chi Batueta. Batueta voluta được George Hazelwood Locket miêu tả năm 1982.